# Feliszówka
Feliszówka – zalesiony szczyt o wysokości 1006 m n.p.m. w Bieszczadach Zachodnich, w Wysokim Dziale. 